# Лефман, Соломон
Соломон Лефман (нем. Salomon Lefmann; 25 декабря 1831, Тельгте, Северный Рейн-Вестфалия — 14 января 1912, Гейдельберг) — немецкий филолог.

## Биография
Еврейского происхождения. Учился в еврейской школе в Тельгте. Позже, в академии в Мюнстере , затем в университетах Гейдельберга, Берлин и Парижа. 
В 1866 году был назначен приват-доцентом, В 1870 году получил в Гейдельбергском университете кафедру филологии в качестве экстраординарного профессора, затем был назначен заслуженным профессором санскритского языка.
Участвовал в реформе немецкого правописания.
Принимал постоянно активное участие в еврейских делах, был учителем, а также попечителем многих еврейских училищ. Уже будучи профессором в Гейдельберге, руководил ассоциацией «Zedakah Verein» (Цдака), целью которого была помощь бедным евреям Бадена. 
Труды Лефмана можно разделить на две группы: филологические (о Боппе, Шлейхере и Аристотеле) и юридические. Его перу принадлежит также «Geschichte des alten Indiens», 1879—90. 2-е изд., 1898.

## Избранные сочинения
- De Aristotelis in Hominum Educatione Principiis, Berlin 1864
- August Schleicher, Leipzig 1870
- Ueber deutsche Rechtschreibung, Lüderitz, Berlin 1871
- als Übersetzer: Lalita Vistara. Erzählung von dem Leben und der Lehre des Çâkya Sim̃ha. Aus dem Original des Sanskrit und des Gâthâdialects zuerst ins Deutsche übersetzt und mit sachlichen Erklärungen versehen. Dümmler, Berlin 1874
- Geschichte des Alten Indiens, Berlin 1879–90, (Allgemeine Geschichte in Einzeldarstellungen)
- Franz Bopp, 2 Bde., Berlin 1891–97
- als Herausgeber: Lalita Vistara. Leben und Lehre des Çâkya-Buddha. Textausgabe mit Varianten-, Metren- und Wörterverzeichnis. 2 Bde. Halle an der Saale, Verlag der Buchhandlung des Waisenhauses 1902, 1908. Nachdruck: Meicho-Fukyu-Kai, Tokyo 1977
  - Bd. 1: Text. 1902
  - Bd. 2: Varianten-, Metren- und Wörterverzeichnis. 1908